# Velavan Senthilkumar
Velavan Senthilkumar (* 26. März 1998 in Salem) ist ein indischer Squashspieler.

## Karriere
Velavan Senthilkumar spielte 2014 erstmals auf der PSA World Tour und gewann auf dieser bislang neun Turniere. Seine höchste Platzierung in der Weltrangliste erreichte er mit Rang 39 am 17. März 2025. Mit der indischen Nationalmannschaft nahm er 2016 an den Asienmeisterschaften teil und belegte mit ihr den dritten Platz. Im Jahr darauf erreichte er im Einzel der Asienmeisterschaften das Achtelfinale. 2021 wurde er mit der Mannschaft Vizeasienmeister, 2022 gelang der Titelgewinn. Er vertrat Indien außerdem bei den Commonwealth Games 2022 im Doppel. 2023 wurde er im Einzel asiatischer Vizemeister und indischer Landesmeister. 2024 gehörte er zum indischen Aufgebot bei den Weltmeisterschaften. Er wurde 2024 und 2025 mit Abhay Singh im Doppel Asienmeister.
Senthilkumar absolviert ein Psychologiestudium an der Columbia University, für die er auch im College Squash aktiv ist. Seine Eltern waren beide ebenfalls Nationalspieler: seine Mutter im Badminton und sein Vater im Basketball.

## Erfolge
- Vizeasienmeister: 2023
- Asienmeister mit der Mannschaft: 2022
- Asienmeister im Doppel: 2024, 2025
- Gewonnene PSA-Titel: 9
- Indischer Meister: 2023